# Malayemys
Malayemys is een geslacht van schildpadden uit de familie Geoemydidae. De groep werd voor het eerst wetenschappelijk beschreven door Wilhelm Adolf Lindholm in 1931. Lange tijd was er maar één soort; de Maleisische moerasschildpad (Malayemys subtrijuga), maar Fritz en Havaš wezen in 2007 ook de Maleisische slakkeneter (Malayemys macrocephala) toe aan dit geslacht. 
Beide soorten komen voor in Azië; in Maleisië, Thailand, Cambodja, Laos, zuidelijk Vietnam en waarschijnlijk ook in Indonesië op Java en Sumatra.

## Soorten
- Soort Malayemys khoratensis
- Soort Maleisische slakkeneter (Malayemys macrocephala)
- Soort Maleisische moerasschildpad (Malayemys subtrijuga)